# Michiel Eduard
Michiel Eduard (Leiderdorp, 22 juli 1981), is een Nederlands zanger, producer, songwriter en diskjockey van Indische afkomst. In het begin van zijn carrière gebruikte hij artiestennaam DJ Mikey. Doordat hij verder ging als singer-songwriter en producer van Indonesische popmuziek besloot hij zijn eigen naam Michiel Eduard te gebruiken.

## Biografie
Michiel Eduard had een Indische vader, Edu Donkersloot genaamd die in 1956 met de Willem Ruys vanuit Medan naar Nederland kwam om vakantie te vieren. Door de verslechterde betrekkingen tussen Indonesië en Nederland kon het gezin niet terugkeren naar Indonesië en vestigde zich in Voorschoten. In de jaren zestig was Edu drummer van de Indorock band The Taranthula’s in de regio Den Haag. Zijn moeder heette Corine Donkersloot- Veen en was klassiek pianodocente aan het Rapenburg in Leiden. Michiel heeft 1 oudere zus. 
Michiel Eduard begon als DJ Mikey in 1999 na te zijn geïnspireerd door vrienden uit de dj-wereld, zoals DJ Chuckie. Santai Entertainment uit Rotterdam was een van de eerste grote organisaties waar DJ Mikey voor begon te draaien. Naast het draaien op 'Asian party's' door het land begon hij in 2002 met optredens in Indonesië.
Na zich op Bali gevestigd te hebben, vertrok hij na een korte terugkomst in Nederland in 2003 naar Jakarta, waar hij een driejarig artiestencontract tekende bij Broadcast Design Indonesia (BDI).
Naast optredens in clubs op de eilanden Sumatra, Java en Bali presenteerde hij samen met rapper Uya Kuya van de Indonesische formatie TOFU een televisiequiz op het Indonesische TV7.
Grote evenementen als Pasar Malam Besar op het Malieveld in Den Haag en Climax on the Beach op het strand van Bali en het openen van een nachtclub in het Chinese Wenzhou vlak bij Shanghai zorgden mede voor een succes in zijn internationale carrière.
In 2005 werd de cd Blueprint, The Morning Shapes The Night van producent Djaga in het Haagse Korzo-theater uitgebracht. Producent en rapper Djaga (later actief in de hiphopscene in Bandung) schreef de muziek en de teksten voor dit album in samenspraak met Indische jongeren. Dit leverde een cd op met oosters-Aziatische invloeden, beats, raps en zang vermengd met westerse muziekstromingen. DJ Mikey leverde zijn bijdrage aan het nummer The Morning Shapes The Night, dat tevens de titel is van de cd.
In 2006 werkte DJ Mikey in Soerabaja aan het album van de plaatselijke hiphopband Boogie. Hieruit kwam de single Superman voort, die op nummer 1 kwam te staan in de hitlijst van Soerabaja.
Al snel richtte hij Refresh Productions (later Tjemangin Records) op. Onder dit label werd samen met Abdee Negara en Ivanka van de Indonesische rockformatie Slank de eerste Indonesischtalige single getiteld Laki Laki Paling Gila geproduceerd, waarbij DJ Mikey zijn volledige naam Michiel Eduard gebruikte. In 2010 werd samen met het Indonesisch superfotomodel Dewi Rezer de videoclip hiervan vervaardigd.
In 2013 werd de tweede videoclip uitgebracht van de gelijknamige single Jalan Setapak. De clip werd opgenomen in Medan en kwam in mei 2013 op nummer 1 te staan op Bali TV. Medan is tevens de geboortestad van Michiel’s vader. 
In 2014 werd Ku Ingin Kau uitgebracht. De videoclip werd in Jakarta opgenomen in samenwerking met de Indonesische producent Ivho Sihombing. De single was eerder opgenomen samen met Once Mekel voormalig zanger van de Indonesische band Dewa19 maar wegens een verschil van record label pas in 2022 samen uitgebracht. 
In 2015 verscheen de single Buktikanlah samen met Hengky Supit. Supit werd in de jaren 90 bekend als slow rock vocalist met hoge stem. De videoclip voor  Buktikanlah werd opgenomen in Amsterdam.
In 2018 schreef Michiel voor de Indonesische bioscoop film Rompis The Movie de sountrack Kau Telah Pergi. 
Als ode aan de Indorock, de muzieksoort die tevens de basis was voor de Nederpop, schreef Michiel de single Bersamamu.
Voor Wieteke van Dort schreef en produceerde Michiel in 2022 de nummers Surabayaku en Weerzien. Weerzien was tevens Wieteke’s laatste solo opname. In 2023 schreef Michiel het lied Dewi Melati dat eveneens samen met Wieteke van Dort werd opgenomen. Aanleiding voor dit nummer was het nieuwste kinderboekje genaamd Bung Bebek van Wieteke van Dort waarvoor Michiel de namen van de personages bedacht. De striptekeningen in het boekje zijn van de Haagse striptekenaar Rik van der Burg. Samen met Lonny Gerungan nam hij het nummer Baliku op dat Michiel schreef om het mooie eiland Bali te eren. 
Ook kwam in 2022 zijn eerste Nederlandstalige single Zoals het is uit, gevolgd door Mama, opgedragen aan zijn overleden moeder. 
Onlangs was Michiel Eduard te zien in de documentaire Indië in je ziel geproduceerd door Michiel Praal en uitgezonden door omroep Max. Een initiatief van Stichting Oorlogs Verhalen. 
Michiel Eduard is voorzitter van Stichting Anak Mas die zich inzet voor kansarmen, wezen en gehandicapten in Indonesië. Ambassadeurs van Stichting Anak Mas zijn Wieteke van Dort en Frans Leidelmeijer bekend van het tv programma Tussen Kunst en Kitsch. 

### Single release
1. The Morning Shapes The Night Featuring Djaga. Hip Hop 2005
2. Superman Featuring Boogie Band. Hip Hop 2006
3. Laki Laki Paling Gila Featuring Abdee Negara dan Ivanka (Slank) Pop rock 2010
4. Jalan Setapak Pop rock 2010
5. Ku Ingin Kau Pop rock 2014
6. Buktikanlah Featuring Hengky Supit Rap & Roll 2015
7. Kau Telah Pergi (Ost. Rompis 2018)
8. Bersamamu (Ode aan de indorock) 2019
9. Menahan Rindu Featuring Hengky Supit 2021
10. Surabayaku Featuring Wieteke van Dort 2022
11. Zoals het is 2022
12. Mama 2022
13. Baliku Featuring Lonny Gerungan 2022
14. Ku ingin Kau Featuring Once Mekel 2022
15. Kosong 2022
16. Dewi Melati Featuring Wieteke van Dort 2023
17. Toraja Bersinar 2024

Single release NALURI
1. Mama (cipt/vocal: Michiel Eduard).